# Hyperolius lateralis
Hyperolius lateralis es una especie de anfibios de la familia Hyperoliidae.
Habita en Burundi, República Democrática del Congo, Kenia, Ruanda, Tanzania y Uganda.
Su hábitat natural incluye bosques tropicales o subtropicales secos y a baja altitud, pantanos, montanos secos, ríos y zonas previamente boscosas ahora degradadas.
Está amenazada de extinción por la pérdida de su hábitat natural.